# بانزر توتنشولا الأولى
بانزر توتنشولا الأولى (مدرسة المدرعات رقم 1) كانت المدرسة الأولى من مدرستين رئيسيتين أنشأتهما سلاح المدرعات الألماني في الحرب العالمية الثانية لتدريب ضباط الدروع الألمان على تشغيل بانزر. كان مقرها في مونستر، ساكسونيا السفلى، ألمانيا. 
كانت بانزر توتنشولا "مدرسة فرعية"، حيث تم إرسال المرشحين الضباط بعد 12-16 أسبوعًا أمضوا في التدريب الأساسي، ونجحوا في الحصول على دورة مدتها 8 أسابيع في كريجشولي. قامت قوات بانزر المرتقبة في رتبة فانريش بدورة تدريبية مدتها 16 أسبوعًا تهدف إلى تعريف المرشحين الضباط بالفروق الدقيقة وعمل بانزر، وكذلك مع التكتيكات التي ستستخدم عند قيادة بانزر في الميدان. 
بعد التخرج، تمت ترقية المجند إلى أوبرفينريش وأرسل تحت المراقبة الميدانية. 
في يونيو 1943، تم تسليم الإصدارات الوحيدة المعروفة لرمي اللهب من شتورمجيشوتس 3 إلى المدرسة، ولكن بعد ذلك بوقت قصير دمرها حريق بدأ بواسطة قذف اللهب الخاطئ. 
في أواخر عام 1943، تم تجريد المدرسة من معلميها ذوي الخبرة، الذين استخدموا لتشكيل فرقة النخبة بانزر ليهر. 
لا تزال بانزر توتنشولا الأولى قيد الاستخدام اليوم، مثل متحف الدبابات الألماني مونستر. 